# Эвер, Ита Альфредовна
И́та Альфре́довна Э́вер (эст. Ita Ever, имя при рождении — И́лзе (эст. Ilse); 1 апреля 1931, Пайде — 9 августа 2023, Таллин) — эстонская актриса театра и кино. Народная артистка Эстонской ССР (1973). Лауреат Национальной премии Эстонии в области культуры (2007).

## Биография
Илзе Эвер родилась 1 апреля 1931 года в городе Пайде уезда Ярвамаа в межвоенной Эстонии.
Впервые на сцену Эстонского театра драмы Ита вышла в 1949 году, десятиклассницей, участницей школьного драмкружка. Тогда она сыграла заглавную роль в пьесе Арбузова «Таня». В 1953 году окончила Эстонскую студию ГИТИСа и вместе с двадцатью сокурсниками была принята в Эстонский драматический театр. Ита Эвер сыграла на этой сцене около 120 ролей. И примерно столько же — на эстраде, на телевидении, радио и в кино.
В кинематографе наиболее известна как мисс Марпл в поставленном по мотивам романа Агаты Кристи фильме «Тайна „Чёрных дроздов“».
Вошла в составленный в 1999 году по результатам письменного и онлайн-голосования список 100 великих деятелей Эстонии XX века.
Умерла 9 августа 2023 года в возрасте 92 лет.

## Семья
- Первый муж — Эйно Баскин (1929—2015), эстонский театральный актёр и режиссёр.
  - Сын — Роман Баскин (1954—2018), эстонский актёр и режиссёр.
- Второй муж — Ильмар Таммур (1921—1989), эстонский актёр.
- Третий муж — Гуннар Килгас (1926—2005), эстонский театральный актёр.

## Роли в театре
- «Три сестры» А. П. Чехова. Режиссёр: Адольф Шапиро — Маша
- «Мужчина, женщина и концерт» — Мария
- «Мамаша Кураж» Б. Брехта — немая Катрин
- «Рябиновое вино» — Эбби Брустер

## Фильмография
- 1955 — Счастье Андруса — Реет
- 1956 — На задворках — Татьяна Николаевна
- 1962 — Под одной крышей — Лайне Арро
- 1967 — Что случилось с Андресом Лапетеусом? — Хальви Каартна
- 1968 — Тёмные окна — госпожа Вийу
- 1969 — Весна — мать Арно Тали
- 1972 — Маленький реквием для губной гармошки — учительница
- 1972 — Возвращение к жизни — Лиль
- 1973 — Огонь в ночи — гадалка
- 1974 — Продолжение — женщина у кабинета
- 1976 — Моя жена — бабушка — жена
- 1976 — Время жить, время любить — мать Деборы
- 1978 — Скорпион
- 1978 — Зимний отпуск — Ану
- 1981 — Чертёнок — старая ведьма-чертовка Карга (главная роль)
- 1981 — Суровое море — Тоора Йокус / Лыыне
- 1983 — Тайна «Чёрных дроздов» — мисс Марпл
- 1988 — Государственная граница. Солёный ветер — тётушка Линда
- 1989 — Загадка Эндхауза — миссис Крофт
- 1990 — Спутник планеты Уран — тётушка Флоренса
- 1990 — Регина — Герта
- 1990 — Осень — Мамаша Кийр, она же Катарина-Розалия
- 2001 — Кобра — Ирма
- 2003 — Янтарные крылья — Марта, тётя Александра
- 2006 — Ведьма — старая ведьма
- 2006 — Визит старой дамы — Клара Цаханассьян
- 2020 — Сальмоны